# 大笹站
大笹站（日语：／ Ozasa eki */?）是位於石川縣羽咋郡志賀町大笹，北陸鐵道能登線的鐵路車站（廢站）。

## 概要
在能登線所有車站中，此站是最後啟用的車站。

## 歷史
- 1955年（昭和30年）5月6日：北陸鐵道車站啟用[1]
- 1972年（昭和47年）6月25日：能登線全線廢除，此站也被廢除[1]。

## 車站構造
此站是地面車站（無人車站），設有1面1線的單式月台。

## 現狀
路軌遺址變成單車徑。車站遺址附近設置了大笹巴士站。

## 相鄰車站
北陸鐵道
能登線
堀松－大笹－米町

## 注腳
1. 1 2  今尾惠介. . 日本: 新潮社. 2008年10月18日: 32. ISBN 9784107900241.

## 相關項目
- 日本鐵路車站列表 O